# لوتشاساوروس
لوتشاساوروس هو مصارع محترف أمريكي ولد في 10 مارس 1985،يعمل حالياً في آول إليت ريسلينغ.

## روابط خارجية
- لوتشاساوروس على موقع CageMatch worker (الإنجليزية)
- لوتشاساوروس على موقع قاعدة بيانات المصارعة على الإنترنت (الإنجليزية)
- لوتشاساوروس على موقع عالم المصارعة على الإنترنت (الإنجليزية)